# Giurisdizionalismo
Il giurisdizionalismo è una particolare politica dello Stato volta ad estendere la giurisdizione e il controllo sulla vita e sull'organizzazione delle Chiese, cioè di quella struttura giuridica parallela rappresentata dai diritti e dai privilegi ecclesiastici.

## Teoria e prassi
Più nello specifico si può anche definire come corrente di pensiero e come atteggiamento politico, sviluppatosi soprattutto al tempo del dispotismo illuminato del XVIII secolo, mirante ad affermare l'autorità della giurisdizione laica su quella ecclesiastica.
Strumenti fondamentali del giurisdizionalismo (detto anche "regalismo") erano i placet e l'exequatur, con i quali lo Stato concedeva o negava la pubblicazione e l'attuazione delle disposizioni papali e di quelle delle autorità ecclesiastiche nazionali, e la nomina ai benefici, con la quale controllava le designazioni alle cariche ecclesiastiche.

Oltre a questi strumenti di controllo, il giurisdizionalismo contemplò anche interventi diretti dello Stato nella vita della Chiesa, su materie quali l'età ed i motivi delle monacazioni, l'utilità dei conventi e ordini religiosi contemplativi (che vennero in gran numero soppressi), il numero delle festività religiose, i privilegi e le immunità del clero, la formazione dei preti.

## Storia
Tale politica si sviluppò attorno al Settecento e fu perseguita soprattutto da alcuni dei cosiddetti "sovrani illuminati", come Maria Teresa d'Austria, Giuseppe II d'Asburgo e Pietro il Grande, anche sulla spinta di quanto era avvenuto precedentemente nell'Europa settentrionale in seguito alla Riforma protestante, di cui questi sovrani non condividevano la dottrina ma di certo le motivazioni.
Tale politica mirava a combattere in particolare:
- il diritto d'asilo, cioè il riconoscimento dell'immunità a quelli che si rifugiavano in un convento;
- il potere dei tribunali ecclesiastici di giudicare i reati nei quali fossero implicati dei religiosi;
- i privilegi fiscali del clero.

Il giurisdizionalismo, che in parte anticipò l'Illuminismo e in parte si sviluppò parallelamente ad esso, mise in discussione il Tribunale dell'Inquisizione, il tradizionale monopolio della Chiesa sull'istruzione o sulla censura libraria e, soprattutto, ridusse considerevolmente l'importanza nell'ambito statale del Diritto canonico, fino ad allora legge universale per gli stati cattolici.
Di particolare importanza fu l'introduzione del placet regio e dell'exequatur, con cui l'autorità statale si riservava il diritto di approvare i provvedimenti della Chiesa e in particolare il conferimento dei benefici ecclesiastici vacanti. Si cercò anche di limitare la cosiddetta manomorta, cioè il complesso dei beni posseduti dalla Chiesa e dalle corporazioni religiose; vennero riformati o soppressi alcuni ordini religiosi; si cercò di ridurre le intromissioni delle autorità ecclesiastiche in ambito temporale; si limitò considerevolmente il privilegio del foro, concedendo ai sudditi di appellarsi al sovrano in caso di sentenze e giudizi ecclesiastici.